# Elateropsis trimarginatus
Elateropsis trimarginatus är en skalbaggsart som först beskrevs av Mont A. Cazier och Lacey 1952.  Elateropsis trimarginatus ingår i släktet Elateropsis och familjen långhorningar.
Artens utbredningsområde är Bahamas. Inga underarter finns listade i Catalogue of Life.